# Élections municipales ontariennes de 2010
Les élections municipales ontariennes de 2010 ont eu lieu le lundi 25 octobre 2010, afin d'élire des maires, des conseillers municipaux et des conseillers scolaires.

## Date du scrutin
Les élections municipales ont été tenues le 4e lundi du mois d'octobre. Les élus siègent pendant un mandat de 4 ans. De 1978 à 2006, les élections se tenaient le 2e lundi de novembre.

## Durée des mandats
En 2006, l'Assemblée législative de l'Ontario a passé le projet de loi 81 (Annexe H), changeant la durée des mandats des élus municipaux de 3 à 4 ans.

## Mise en candidature
La période officielle de mise en candidature était entre le 4 janvier et le 10 septembre 2010.

## Municipalités à palier unique

### Brant
| Candidats au poste de Maire | # de Votes | %     |
| --------------------------- | ---------- | ----- |
| Ron Eddy (X)                | 3,187      | 33.65 |
| Steve Comisky               | 3,048      | 32.18 |
| John Weaver                 | 1,695      | 17.89 |
| Roy Haggart                 | 1,155      | 12.19 |
| Shawn Pratt                 | 387        | 4.09  |

### Brantford
| Candidats au poste de Maire   | # de Votes | %      |
| ----------------------------- | ---------- | ------ |
| Chris Friel                   | 11,334     | 41.80  |
| John Sless                    | 5,466      | 20.16  |
| Mark Littell                  | 3,417      | 12.60  |
| Dianne M. Austin              | 3,267      | 12.05  |
| Mike Quattrociocchi           | 1,875      | 6.92   |
| James Calnan                  | 1,068      | 3.94   |
| Richard E. Casey              | 495        | 1.83   |
| Winston C. Ferguson           | 131        | 0.48   |
| John Turmel                   | 61         | 0.22   |
| Total des votes comptabilisés | 27,114     | 27,114 |

### Chatham-Kent
| Candidats au poste de Maire | # de Votes | %     |
| --------------------------- | ---------- | ----- |
| Randy Hope (X)              | 13,169     | 40.87 |
| Tom McGregor                | 10,956     | 34.00 |
| Ian McLarty                 | 6,608      | 20.51 |
| Austin Wright               | 765        | 2.37  |
| Mary Kwong Lee              | 549        | 1.70  |
| Allan R. Traylor            | 171        | 0.53  |

### Grand Sudbury
| Candidats au poste de Maire   | # de Votes | %      |
| ----------------------------- | ---------- | ------ |
| Marianne Matichuk             | 25,042     | 46.1   |
| John Rodriguez (X)            | 19,819     | 36.5   |
| Ted Callaghan                 | 7,298      | 13.4   |
| Derek Young                   | 1,432      | 2.6    |
| Zack Gauthier                 | 390        | 0.7    |
| Dennis Gorman                 | 167        | 0.3    |
| Ed Pokonzie                   | 102        | 0.2    |
| David Popescu                 | 96         | 0.2    |
| Total des votes comptabilisés | 54,346     | 54,346 |

### Haldimand
| Candidats au poste de Maire | # de Votes | %    |
| --------------------------- | ---------- | ---- |
| Ken Hewitt                  | 6,984      | 44.6 |
| Marie Trainer (X)           | 5,748      | 36.7 |
| Buck Sloat                  | 2,929      | 18.7 |

### Hamilton
| Candidats au poste de Maire | # de Votes | %     |
| --------------------------- | ---------- | ----- |
| Bob Bratina                 | 52,684     | 37.32 |
| Larry Di Ianni              | 40,091     | 28.40 |
| Fred Eisenberger (X)        | 38,719     | 27.43 |
| Michael James Baldasaro     | 2,892      | 2.05  |
| Tone Marrone                | 1,052      | 0.75  |
| Mahesh P. Butani            | 950        | 0.67  |
| Glenn Hamilton              | 949        | 0.67  |
| Pat Filice                  | 768        | 0.54  |
| Ken Leach                   | 577        | 0.41  |
| Andrew Haines               | 557        | 0.39  |
| Mark Wozny                  | 433        | 0.31  |
| Steven Waxman               | 429        | 0.30  |
| Edward H. C. Graydon        | 404        | 0.29  |
| Gino Speziale               | 356        | 0.25  |
| Victor Veri                 | 313        | 0.22  |

### Kawartha Lakes
| Candidats au poste de Maire | # de Votes | %     |
| --------------------------- | ---------- | ----- |
| Ric McGee (X)               | 13,850     | 47.78 |
| Andy Letham                 | 12,722     | 43.88 |
| Lynne Boldt                 | 2,417      | 8.34  |

### Norfolk
| Candidats au poste de Maire | # de Votes | %     |
| --------------------------- | ---------- | ----- |
| Dennis Travale (X)          | 11,018     | 66.24 |
| Clarence Wheaton            | 5,615      | 33.76 |

### Ottawa
| Candidats au poste de Maire | # de Votes | %     |
| --------------------------- | ---------- | ----- |
| Jim Watson                  | 131,258    | 48.70 |
| Larry O'Brien (X)           | 64,853     | 24.06 |
| Clive Doucet                | 40,147     | 14.89 |
| Andrew S. Haydon            | 18,904     | 7.01  |
| Mike Maguire                | 6,617      | 2.45  |
| Robert Gauthier             | 1,413      | 0.52  |
| Jane Scharf                 | 1,169      | 0.43  |
| Charlie Taylor              | 1,125      | 0.42  |
| Cesar Bello                 | 926        | 0.34  |
| Idris Ben-Tahir             | 729        | 0.27  |
| Samuel Wright               | 371        | 0.14  |
| Robin Lawrence              | 300        | 0.11  |
| Joseph Furtenbacher         | 299        | 0.11  |
| Sean Ryan                   | 360        | 0.13  |
| Julio Pita                  | 265        | 0.10  |
| Robert Larter               | 219        | 0.08  |
| Michael St. Arnaud          | 200        | 0.07  |
| Daniel J. Lyrette           | 166        | 0.06  |
| Vincent M. Libeshya         | 122        | 0.05  |
| Fraser Liscumb              | 104        | 0.04  |

### Comté du Prince-Édouard
| Candidats au poste de Maire | # de Votes | %     |
| --------------------------- | ---------- | ----- |
| Peter Mertens               | 3489       | 33.18 |
| Sandy Latchford             | 2327       | 22.13 |
| Monica Alyea                | 1828       | 17.38 |
| Lori Slik                   | 1203       | 11.44 |
| Gordon Fox                  | 1073       | 10.20 |
| Paul Boyd                   | 593        | 564   |

### Toronto
| Candidats au poste de Maire | # de Votes | %      |
| --------------------------- | ---------- | ------ |
| Rob Ford                    | 380,201    | 47.098 |
| George Smitherman           | 287,393    | 35.602 |
| Joe Pantalone               | 94,840     | 11.749 |
| Rocco Rossi                 | 4,973      | 0.616  |
| George Babula               | 3,242      | 0.402  |
| Rocco Achampong             | 2,781      | 0.345  |
| Abdullah-Baquie Ghazi       | 2,746      | 0.34   |
| Michael Alexander           | 2,452      | 0.304  |
| Vijay Sarma                 | 2,233      | 0.277  |
| Sarah Thomson               | 1,876      | 0.232  |
| Jaime Castillo              | 1,862      | 0.231  |
| Dewitt Lee                  | 1,685      | 0.209  |
| Douglas Campbell            | 1,420      | 0.176  |
| Kevin Clarke                | 1,400      | 0.173  |
| Joseph Pampena              | 1,308      | 0.162  |
| David Epstein               | 1,198      | 0.148  |
| Monowar Hossain             | 1,186      | 0.147  |
| Michael Flie                | 1,178      | 0.146  |
| Don Andrews                 | 1,023      | 0.127  |
| Weizhen Tang                | 885        | 0.11   |
| Daniel Walker               | 795        | 0.098  |
| Keith Cole                  | 794        | 0.098  |
| Michael Brausewetter        | 791        | 0.098  |
| Barry Goodhead              | 736        | 0.091  |
| Charlene Cottle             | 730        | 0.09   |
| Tibor Steinberger           | 729        | 0.09   |
| Christopher Ball            | 690        | 0.085  |
| James Di Fiore              | 649        | 0.08   |
| Diane Devenyi               | 627        | 0.078  |
| John Letonja                | 587        | 0.073  |
| Himy Syed                   | 576        | 0.071  |
| Carmen Macklin              | 565        | 0.07   |
| Howard Gomberg              | 472        | 0.058  |
| David Vallance              | 442        | 0.055  |
| Mark State                  | 433        | 0.054  |
| Phil Taylor                 | 425        | 0.053  |
| Colin Magee                 | 397        | 0.049  |
| Selwyn Firth                | 392        | 0.049  |
| Ratan Wadhwa                | 288        | 0.036  |
| Gerald Derome               | 249        | 0.031  |

## Municipalités séparées

### Barrie
| Candidats au poste de Maire | # de votes | %      |
| --------------------------- | ---------- | ------ |
| Jeff Lehman                 | 13,562     | 39,2 % |
| Joe Tascona                 | 9,650      | 27,9 % |
| Rob Hamilton                | 5,140      | 14,8 % |
| Mike Ramsay                 | 4,507      | 13 %   |
| David Aspden (X)            | 1,249      | 3,6 %  |
| Harry Ahmed                 | 304        | 0,8 %  |
| Carl Hauck                  | 115        | 0,4 %  |
| Darren Roskman              | 68         | 0,3 %  |

### Belleville
| Candidats au poste de Maire | # de votes | %      |
| --------------------------- | ---------- | ------ |
| Neil R. Ellis (X)           | 10,081     | 75,2 % |
| Mitch Panciuk               | 2,825      | 21,1 % |
| Lonnie D. Herrington        | 350        | 0,03 % |
| Graham K. Longhurst         | 149        | 0,01 % |

### Brockville
| Candidats au poste de Maire | # de votes | %      |
| --------------------------- | ---------- | ------ |
| David L. Henderson (X)      | 2,718      | 33,6 % |
| Ben Tekamp                  | 2,553      | 31,6 % |
| Louise Severson             | 2,093      | 25,8 % |
| Robert A. Marleau           | 393        | 4,8 %  |
| Hannelore Walther           | 328        | 4,0 %  |

### Gananoque
| Candidats au poste de Maire | # de votes | %      |
| --------------------------- | ---------- | ------ |
| Erika Demchuk               | 1,260      | 68,6 % |
| James E. Garrah (X)         | 577        | 31,4 % |

### Guelph
| Candidats au poste de Maire | # de votes | %     |
| --------------------------- | ---------- | ----- |
| Karen Farbridge (X)         | 14,902     | 54.11 |
| David Birtwistle            | 10,576     | 38.40 |
| Ray Mitchell                | 1,182      | 4.29  |
| Scott Nightingale           | 878        | 3.18  |

### Kingston
| Candidats au poste de Maire | # de votes | %      |
| --------------------------- | ---------- | ------ |
| Mark Gerretsen              | 17,096     | 56,4 % |
| Rob Matheson                | 6,905      | 22,8 % |
| Barrie Chalmers             | 5,486      | 18,1 % |
| John Last                   | 377        | 1,2 %  |
| Nathaniel Wilson            | 227        | 0,8 %  |
| Kevin Lavalley              | 215        | 0,7 %  |

### London
| Candidats au poste de Maire | # de votes | %    |
| --------------------------- | ---------- | ---- |
| Joe Fontana                 | 48,626     | 47.2 |
| Anne Marie DeCicco-Best (X) | 46,089     | 44.8 |
| Cynthia Etheridge           | 4,402      | 4.3  |
| Eric Southern               | 644        | 0.6  |
| Ivan W. Kasiurak            | 612        | 0.6  |
| Christopher R. Foerster     | 462        | 0.4  |
| Aaron Broughm               | 427        | 0.4  |
| Wayne Ford                  | 375        | 0.4  |
| Zak Young                   | 298        | 0.3  |
| Stephen Elliott Beckles     | 252        | 0.2  |
| Tomasz Winnicki             | 234        | 0.2  |
| Dan Lenart                  | 173        | 0.2  |
| Tom Ha                      | 149        | 0.1  |
| Ma'in Sinan                 | 128        | 0.1  |
| Jonas Richard White         | 83         | 0.1  |

### Orillia
| Candidats au poste de Maire | # de votes | %      |
| --------------------------- | ---------- | ------ |
| Angelo Orsi                 | 5,398      | 48,4 % |
| Tim Lauer                   | 3,844      | 34,5 % |
| Ralph Cipolla               | 1,913      | 17,1 % |

### Pembroke
| Candidats au poste de Maire | # de votes | %      |
| --------------------------- | ---------- | ------ |
| Ed Jacyno (X)               | 2,803      | 66,7 % |
| Stanley E. Sambey           | 1,398      | 33,3 % |

### Peterborough
| Candidats au poste de Maire | # de votes | %     |
| --------------------------- | ---------- | ----- |
| Daryl Bennett               | 14,061     | 58.46 |
| Paul Ayotte (X)             | 9,990      | 41.54 |

### Prescott
| Candidats au poste de Maire | # de votes | %      |
| --------------------------- | ---------- | ------ |
| Brett Todd                  | 913        | 62,5 % |
| Suzanne Dodge (X)           | 547        | 37,5 % |

### Quinte West
| Candidats au poste de Maire | # de votes | %      |
| --------------------------- | ---------- | ------ |
| John R. Williams (X)        | 8,159      | 94,0 % |
| Claudor du-Lude             | 522        | 6,0 %  |

### Smiths Falls
| Candidats au poste de Maire | # de votes | %      |
| --------------------------- | ---------- | ------ |
| Dennis Staples (X)          | 1,925      | 50,9 % |
| Jeffrey G. Keays            | 1,857      | 49,1 % |

### St. Marys
| Candidats au poste de Maire | # de votes | %    |
| --------------------------- | ---------- | ---- |
| Steve Grose                 | 1,767      | 62.4 |
| Jamie Hahn (X)              | 989        | 34.9 |
| Eric Farquhar               | 76         | 2.7  |

### St. Thomas
| Candidats au poste de Maire | # de votes | %      |
| --------------------------- | ---------- | ------ |
| Heather Jackson-Chapman     | 3,666      | 37,7 % |
| Cliff Barwick (X)           | 3,158      | 32,4 % |
| Albert Riddell              | 2,910      | 29,9 % |

### Stratford
| Candidats au poste de Maire | # de votes | %     |
| --------------------------- | ---------- | ----- |
| Dan Mathieson (X)           | 7,857      | 79.22 |
| Martin Weatherall           | 2,061      | 20.78 |

### Windsor
| Candidats au poste de Maire | # de votes | %     |
| --------------------------- | ---------- | ----- |
| Eddie Francis (X)           | 39,384     | 56.17 |
| Rick Limoges                | 28,354     | 40.44 |
| Anthony Brothers            | 979        | 1.40  |
| Michael Mosgrove            | 748        | 1.07  |
| Robert W. Vinson            | 377        | 0.54  |
| Sam Sinjari                 | 273        | 0.39  |